# Burg Rieneck

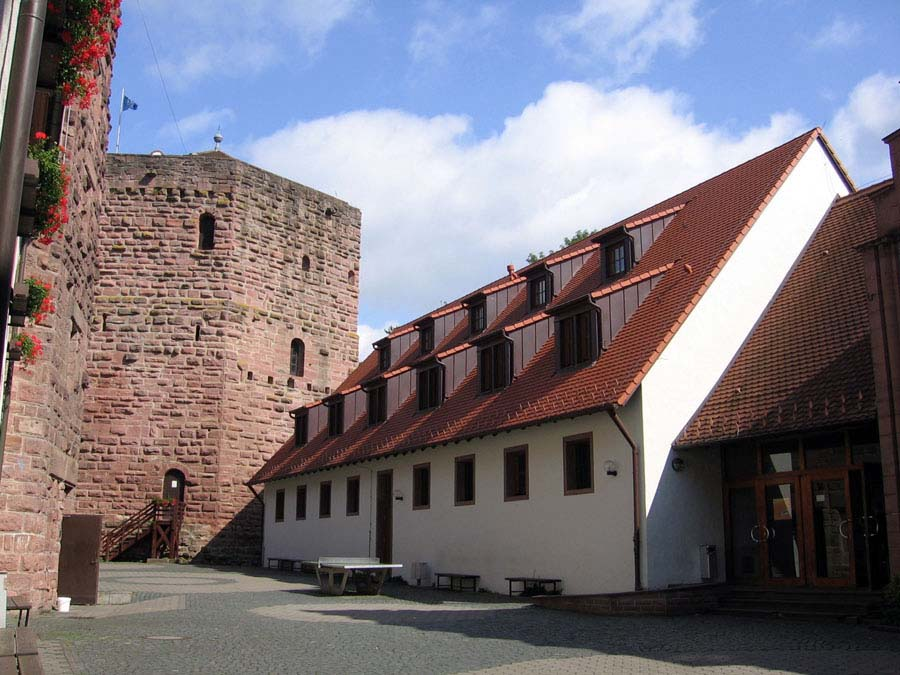
Innenhof

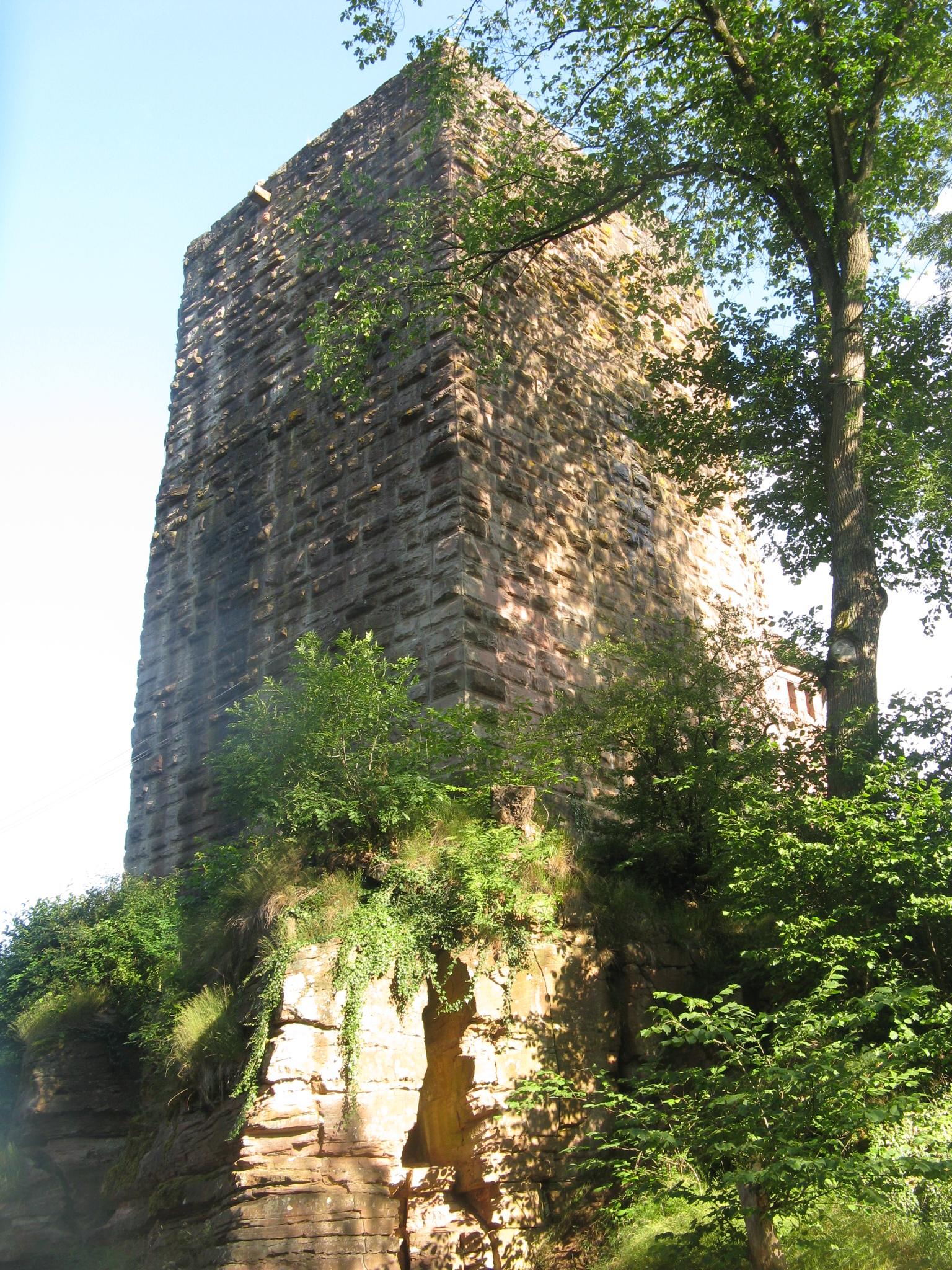
Bergfried (Dicker Turm) Burg Rieneck, Rückseite

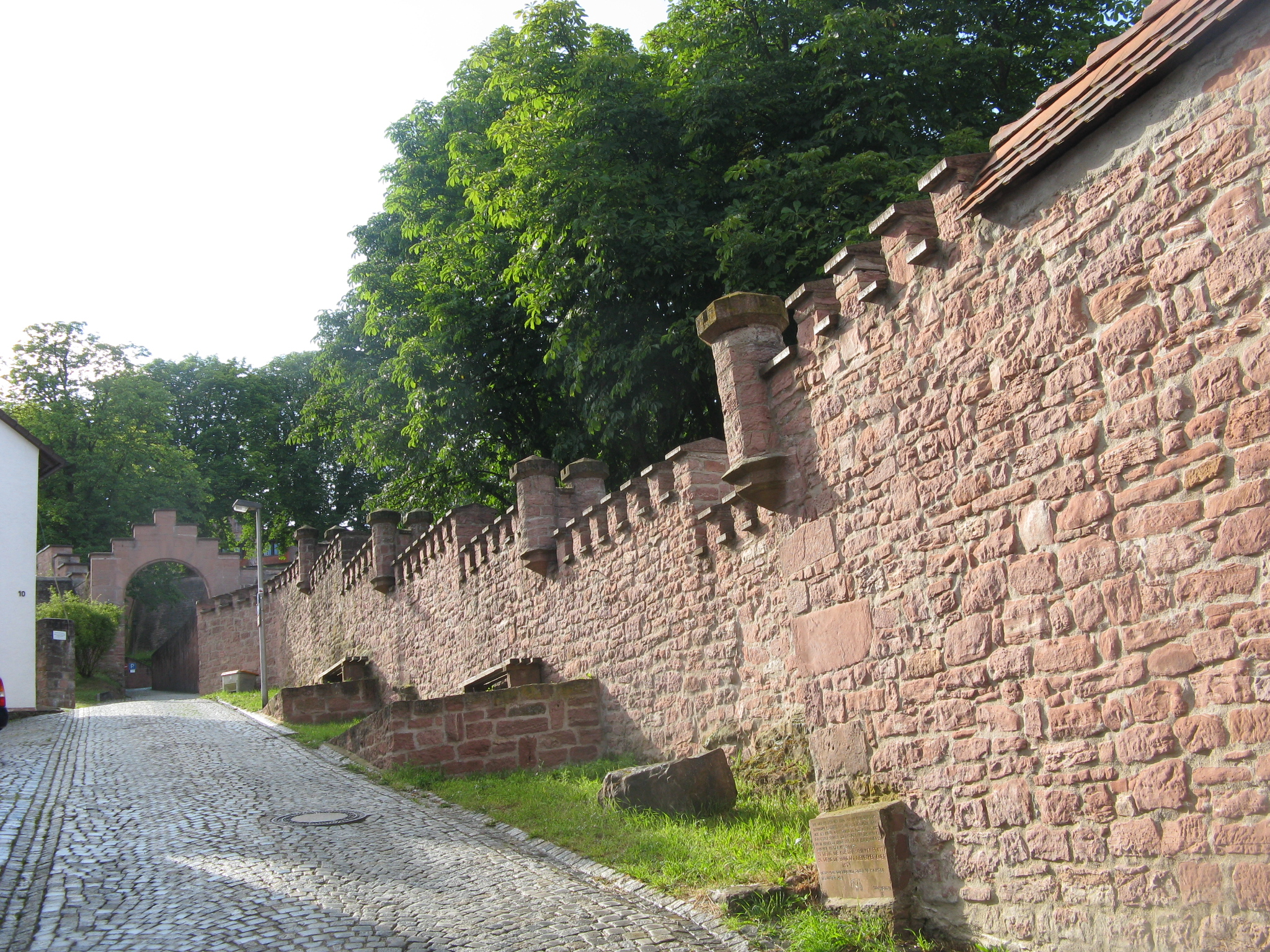
Aufgang zur Burg; Wehrmauer

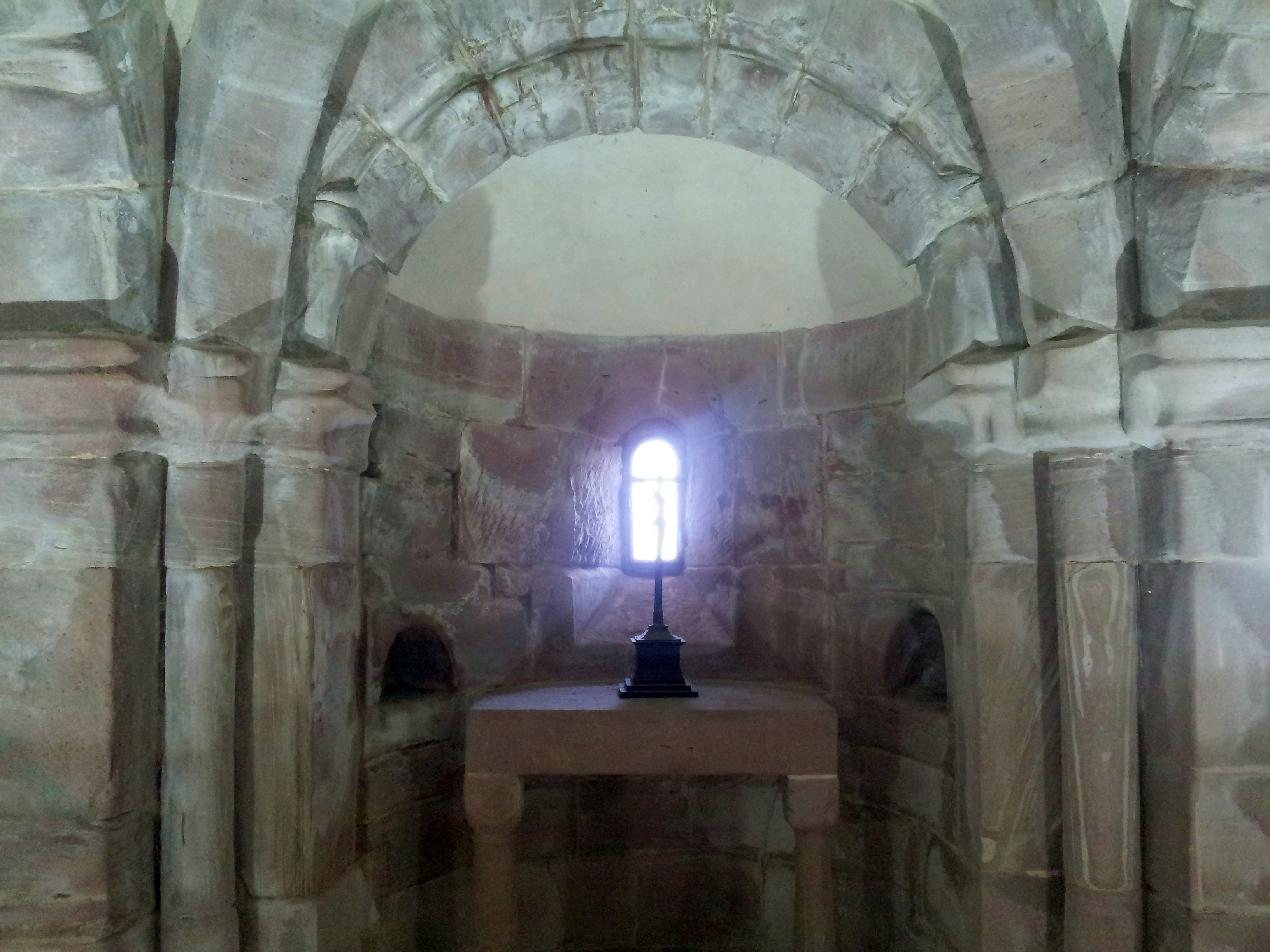
Blick in die romanische Turmkapelle

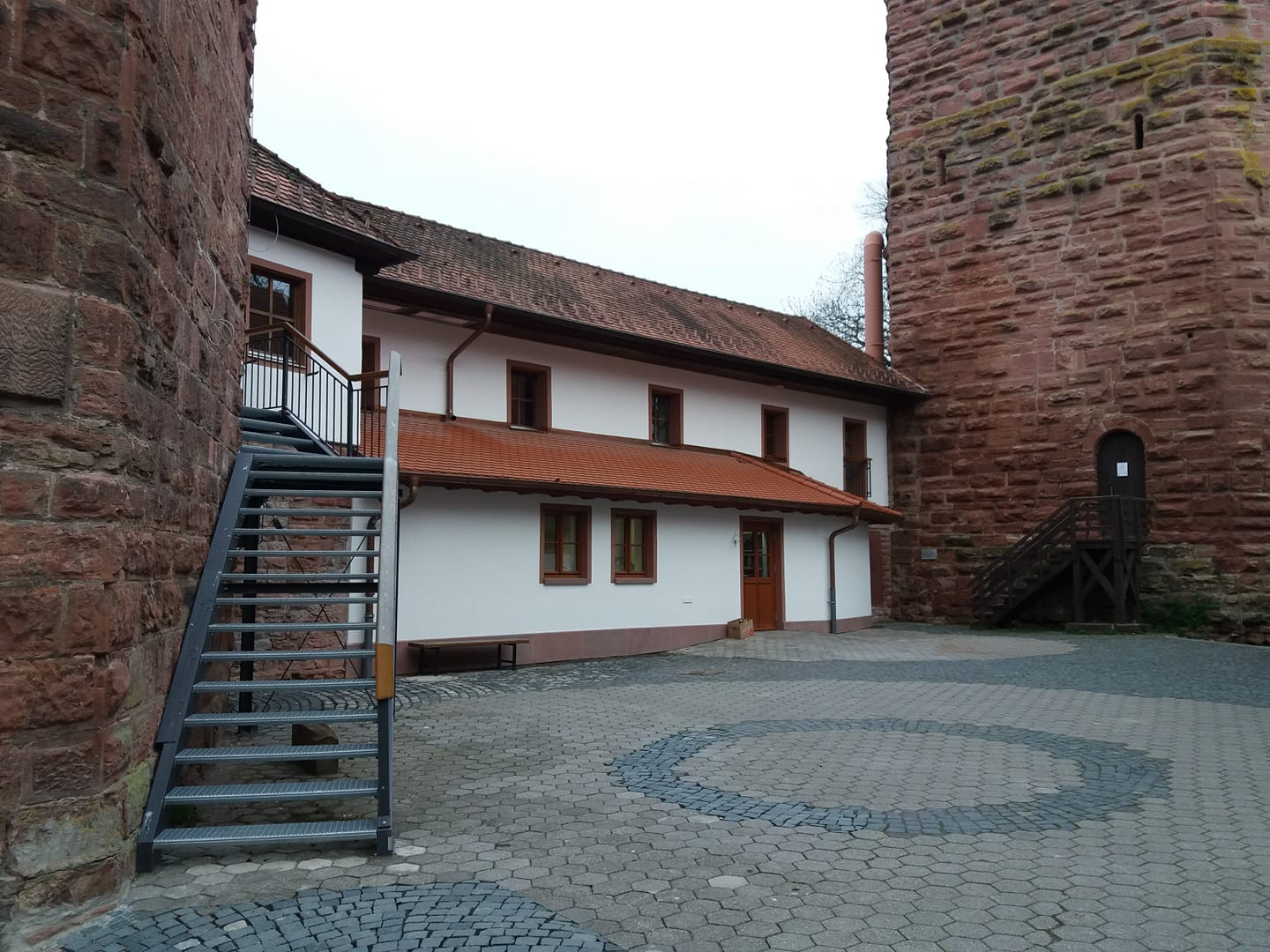
Küchenanbau im Burghof (2019)

Die Burg Rieneck ist eine um 1150 entstandene Höhenburg über der Stadt Rieneck im unterfränkischen Sinntal in Bayern. Sie ist heute die Jugendburg des Verbandes Christlicher Pfadfinderinnen und Pfadfinder (VCP). Bekannt ist die Burg für ihre auf dem europäischen Festland einmalige Turmkapelle, die sich komplett in der Wandung des Bergfrieds befindet.

## Geschichte

### Entstehung
Ludwig I., Graf von Loon und Rieneck ließ das so genannte castrum Rinecke um das Jahr 1150 an der nordöstlichen Grenze der Grafschaft Rieneck bauen, um seinen Machtbereich gegen die Interessen der umliegenden Territorien von Kurmainz, dem Hochstift Würzburg und dem Stift Fulda zu sichern. Der kleine Hügel im Sinntal bot dafür aufgrund natürlicher Hindernisse ausgezeichnete Voraussetzungen: Nur in eine Richtung musste die Burg zusätzlich durch die Anlage eines Wehrgrabens und eine möglichst geringe Angriffsfläche zu dieser Seite hin gesichert werden.
1188 wird ein „castrum (deutsch: Burg) Rienecke“ in einem Vertrag zwischen Kaiser Friedrich I. Barbarossa und König Alfons VIII. von Kastilien erwähnt, in dem die Ehe zwischen Friedrichs Sohn Konrad und Alfons Tochter Berengaria vereinbart wurde. Die Burg Rieneck gehörte mit weiteren 29 staufischen Gütern zur Morgengabe der Braut. Allerdings wurde diese Ehe niemals in die Praxis umgesetzt.

### Baubestand
Dies zeigt sich deutlich im Grundriss des Bergfrieds, des 19 m hohen Dicken Turmes, der außen ein unregelmäßiges Siebeneck darstellt, dessen eine Spitze in Richtung der nahen Hügel zeigt. Die Burganlage bestand zunächst nur aus dem von Befestigungsmauern umgebenen Burghof und Bergfried mit seinen vier bis acht Meter starken Mauern. Innerhalb der Burgmauern wurden daneben Fachwerkbauten errichtet, neben Wohngebäuden auch Lagerhäuser und Ställe, von denen im Wesentlichen nur noch der heutige Gewölbekeller der Burg erhalten ist.
Da das Wohnen im Turm der Burg verhältnismäßig unbequem war, wurde hier nur in Kriegszeiten gewohnt. Es gab keinen Eingang im Erdgeschoss (der heutige Eingang stammt aus dem 19. Jahrhundert), dafür aber zwei Zugänge in höheren Etagen, zu denen schnell zu beseitigende hölzerne Treppen an der Außenmauer führten. Der Zugang auf Höhe des zweiten Obergeschosses erschloss den Hauptraum des Turms, den Saal des Grafen. Ausgestattet mit Kochstelle, Waschbecken und einem heimlichen Ort (Toilette) war er für damalige Verhältnisse sehr bequem eingerichtet. Die mit einem eigenen Zugang ausgestattete dritte Etage beherbergte die Kemenate, in der die Gräfin und ihr Gefolge während einer Belagerung sicher und – wegen des Kamins im Grafensaal – warm untergebracht waren. In diesem Stockwerk befindet sich auch die auf dem europäischen Festland einzigartige Turmkapelle. Sie ist vollständig in die Außenmauer des Turms eingelassen, was den Baumeister seinerzeit vor eine große Herausforderung gestellt haben dürfte. Die wenigen erhaltenen Steinmetzarbeiten an den Wänden vermitteln noch heute einen Eindruck von der ehemals prunkvollen Ausstattung.
Um das Jahr 1200 wurde die Burganlage stärker befestigt und der heute 29 m hohe achteckige Dünne Turm zur Sicherung einer größeren Burgbesatzung erbaut. Auch er hatte ursprünglich keine Fenster und keinen ebenerdigen Zugang. Im Inneren des Turms sind heute alle Spuren der einstigen Einrichtung verwischt und auch sein Äußeres wurde wesentlich verändert. Der Adlerhorst als sechstes Stockwerk und das heutige Dach des Turms wurden erst im 20. Jahrhundert aufgesetzt.
Im Zuge des Ausbaus der Befestigungsanlagen wurde auch die romanische Hofkapelle errichtet. Von deren Giebelwand sind nur noch Teile des Portals erhalten. Die Herkunft und Bedeutung der beiden aus der Zeit um 1300 stammenden Figurenplatten an der Außenfassade sind nicht geklärt. So ist ungewiss, ob sie ursprünglich zur Burg gehörten oder erst im 19. Jahrhundert eingesetzt wurden.

### Bedeutung
Die Burg bildete einen Anziehungspunkt für die Bevölkerung der Umgebung. Dies trug zum Wachstum des unterhalb des Burgbergs liegenden Ortes Rieneck bei, der seit Anfang des 13. Jahrhunderts als Stadt bezeichnet wird. Zum Übergang der Burg in ein zwischen Kurmainz (¾) und den Hanauern (¼) gemeinsames Kondominat gibt es in der Literatur zwei unterschiedliche Darstellungen:
1. Als die Linie Rieneck-Rothenfels 1333 erlosch, erbte Ulrich II. von Hanau über seine Mutter, Elisabeth von Rieneck-Rothenfels, auch ¼ von Stadt und Burg Rieneck,[2] den Rest behielt Kurmainz selbst.
2. Das Haus Rieneck starb mit Graf Philipp III. von Rieneck am 3. September 1559 aus. Er hatte eng mit Philipp III. von Hanau-Münzenberg zusammengearbeitet. Als absehbar war, dass Graf Philipp III. von Rieneck ohne männliche Erben sterben würde, vereinbarten die beiden, den Hanauer Grafen als Erben einzusetzen. Durch einen Formfehler scheiterte das Projekt aber. (Einzelheiten siehe hier.) Es kam zu einem Streit zwischen Kurmainz und Hanau über das Erbe. Dieser wurde schließlich dahingehend gelöst, dass ein Kondominat gebildet wurde, das zu ¾ Kurmainz und zu ¼ Hanau-Münzenberg zustand.

Da sich die Burg nun in fremden Händen befand, war sie als Wohnsitz für die Grafen von Rieneck ungeeignet und sie zogen nach Lohr am Main. Die Burg behielt ihre strategische Bedeutung, da sie die Birkenhainer Straße, den wichtigsten mittelalterlichen Verkehrsweg der Region, kontrollierte. Im 16. Jahrhundert wurde auch diese Nutzung aufgegeben und die Burg verfiel zusehends.
Der Mainzer Anteil wurde 1673 von Johann Hartwig Graf von Nostitz gekauft, der sich damit die Standesrechte eines Reichsgrafen mit Sitz und Stimme im Reichstag sicherte. Dieser Anteil wurde 1803 an die Grafen Colloredo und Mansfeld veräußert. 1806 wurde Rieneck dann mediatisiert und dem Fürstentum Aschaffenburg zugeschlagen. Mit ihm fiel es an das Großherzogtum Frankfurt und mit der Niederlage Napoleons 1815 an das Königreich Bayern.

### Romantik
Um 1860 kaufte der Würzburger Mediziner Franz von Rinecker die Burg, da er seine enge Verwandtschaft zum Rienecker Grafenhaus nachgewiesen glaubte. Er setzte sein Vermögen für umfassende Restaurierungs- und Umbaumaßnahmen im Stil der Neugotik ein, so dass heute eine Unterscheidung der mittelalterlichen Bausubstanz von den baulichen Veränderungen des 19. Jahrhunderts zuweilen schwerfällt.
In den 1920er Jahren stand die Burg im Besitz des Dichters und Schriftstellers Walter Bloem. 1929 wurde ein massiver Umbau vorgenommen: In den Dünnen Turm wurden Fenster gebrochen, der Verbindungstrakt zwischen beiden Türmen entstand und das Dach erhielt die ersten größeren Gauben. Danach wurde die Burg Rieneck zunächst als Kinderferienheim, dann als SA-Sportschule, als Lazarett, als Kriegsgefängnis und schließlich auch als Krankenhaus genutzt.

## Die Burg heute als Pfadfinderburg
Die Pfadfinderburg Rieneck ist heute eines der Bundeszentren des Verbandes Christlicher Pfadfinderinnen und Pfadfinder (VCP) als Rechtsnachfolger des CPD und ist dessen internationales Schulungs- und Begegnungszentrum. Neben Tagungen und Fortbildungen finden hier auch musische Angebote des VCP statt, unter anderem die Internationale Musische Werkstatt (IMWe), ein jährlich zu Ostern stattfindender mehrtägiger internationaler Musik- und Kreativ-Trainingskurs für Pfadfinder ab 17 Jahre mit jeweils etwa 100 Teilnehmern.
1959 wurde die Burg von einem am 1. Mai 1959 eigens errichteten rechtsfähigen Verein Erholungs- und Bildungswerk der Christlichen Pfadfinderschaft Deutschlands e. V. zunächst gepachtet und 1967 erworben. Der Verein sollte die wirtschaftliche Unabhängigkeit sichern, vor allem aber zum Schutz des Pfadfinderverbandes vor sich aus dem Unterhalt und Betrieb ergebenden Risiken dienen. Seit der Fusion der evangelischen Pfadfinderverbände (CPD, EMP und BCP) zum Verband Christlicher Pfadfinderinnen und Pfadfinder (VCP) führt der Verein den Namen Bildungs- und Erholungswerk Burg Rieneck e. V. des Verbandes Christlicher Pfadfinderinnen und Pfadfinder – kurz BEW (Änderung am 5. Mai 1973).
Die Mitgliederversammlung des Bildungs- und Erholungswerk Burg Rieneck e. V. (BEW) setzte sich bis 2015 aus jeweils vier Delegierten aus den sogenannten drei Säulen zusammen: dem VCP, dem VCP e. V. (Rechtsträger des Pfadfinderverbandes) und dem Freundes- und Fördererkreis Burg Rieneck e. V.. Im Jahr 2015 wurden der VCP und der VCP e. V. im Rahmen einer rechtlichen Umstrukturierung zum Verband Christlicher Pfadfinderinnen und Pfadfinder (VCP) e. V. zusammengeführt. Dadurch reduziert sich die Zahl der Säulen auf zwei; der Pfadfinderverband entsendet bis zu acht, der Freundeskreis weiterhin bis zu vier Delegierte in die Mitgliederversammlung des BEW.
Darüber hinaus kann die Mitgliederversammlung bis zu sechs Sachkundige berufen. Aus der Mitgliederversammlung wird der fünfköpfige Vorstand für die Dauer von jeweils zwei Jahren gewählt.
Im Jahr 1976 wurde mit der Errichtung des Saalgebäudes der bauliche Umfang der Burg erweitert. Nach einer Generalsanierung des Saaltraktes bis Mai 2003 entstand darin ein weiteres Dachgeschoss. In den Jahren 2017 bis 2019 wurde im Rahmen des Projekts „Energetische Sanierung eines historischen Baudenkmals“ die bisher mit Öl betriebene Heizung durch ein mehrstufiges System (Solarthermie, Wärmepumpe, Pellet) ersetzt, der Brandschutz ertüchtigt, die Küche durch einen Anbau im Burghof erweitert und somit der heutige bauliche Zustand erreicht.
Die Burg verfügt über 134 Betten sowie mehrere Tagungsräume. Daneben besteht seit 1998 ein Pfadfinder-Zeltplatz für etwa 100 Personen am Fuße der Burg, auf dem sich seit 2003 auch ein feststehendes Sanitärgebäude befindet. Seit 2006 besteht dort ein fest installierter Hochseilgarten.